# Caloca straminea
Caloca straminea är en nattsländeart som beskrevs av Mosely in Mosely och Douglas E. Kimmins 1953. Caloca straminea ingår i släktet Caloca och familjen Calocidae. Inga underarter finns listade i Catalogue of Life.